# Else Marie Christiansenová
Else Marie Christiansenová (13. května 1921 Torstrand – 19. září 2017 Rekkevik), provdaná Karlsenová, byla norská rychlobruslařka.
V roce 1946 poprvé startovala na norském šampionátu a umístila se na šesté příčce. O rok později se stala vicemistryní Norska a následně vybojovala na Mistrovství světa 1947 stříbrnou medaili. Jednalo se o její jediný start na světovém šampionátu. V následujícím roce obhájila titul norské vicemistryně. Poslední závody absolvovala roku 1948.